# Platja del Torn
La platja del Torn és una platja natural del municipi de Vandellòs i l'Hospitalet de l'Infant, ubicada a l'Espai Natural Protegit de la Rojala-Platja del Torn, que es caracteritza per la presència de dunes, matolls i pins, on s'hi poden trobar espècies tan interessants com el lliri de mar o l'àguila cuabarrada. Té una longitud de 1.300 m i una amplada mitjana de 82 m, de sorra fina, amb un pendent d'entrada a l'aigua fort. En l'extrem de ponent hi ha un promontori conegut com a illot del Torn, una formació rocosa que conserva les restes de la Torre del Torn, una antiga torre de vigilància, declarada com a bé cultural d'interès nacional. Està guardonada amb la Bandera Blava, reconeixement internacional de la qualitat de l'aigua i dels serveis.
És una platja nudista i l'espai nudista amb més usuaris de l'Estat espanyol, uns 2.000 durant els mesos de juliol i agost. Això és degut a l'orografia de la platja, de difícil accés, a la promoció que en fan l'Associació d'Amics de la Platja Naturista del Torn, creada el 1988, amb més de 600 socis, i a la proximitat del càmping naturista El Templo del Sol.
El compositor de sardanes Joan Làzaro i Costa li dedicà la sardana La platja del Torn el 1993.